# Raidió Teilifís Éireann

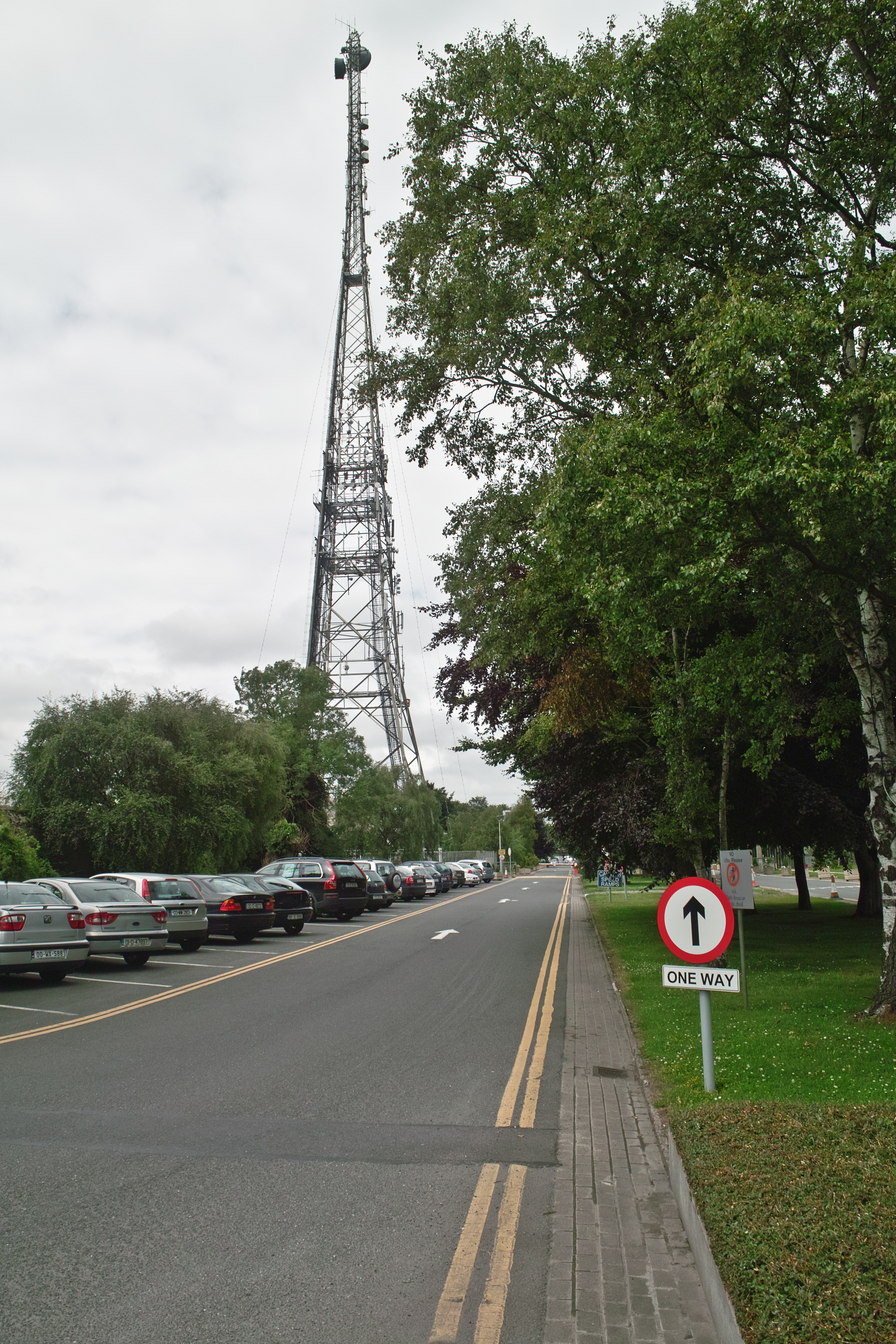
Maszt Montrose Studios w Donnybrook w Dublinie

Raidió Teilifís Éireann (wym. [ˈradʲo ˈtʲɛlʲəfʲiːʃ ˈeːrʲən], Radio i Telewizja Irlandii) – irlandzkie publiczne radio i telewizja, które rozpoczęły działalność 1 stycznia 1926.
Od 1950 roku RTÉ jest członkiem Europejskiej Unii Nadawców.

## Działalność nadawcza

### Stacje radiowe

#### FM
- RTÉ Radio 1
- RTÉ 2 FM (dawniej RTÉ Radio 2)
- RTÉ Lyric FM
- RTÉ Raidió na Gaeltachta (w języku irlandzkim)

#### AM
- RTÉ Radio 1 Extra (siostrzany serwis RTÉ Radio 1 z dodatkowymi audycjami poświęconymi najważniejszym wydarzeniom)

#### Cyfrowe
- RTÉ 2XM
- RTÉ Chill
- RTÉ Choice
- RTÉ Gold
- RTÉ Junior
- RTÉ Pulse

### Stacje telewizyjne

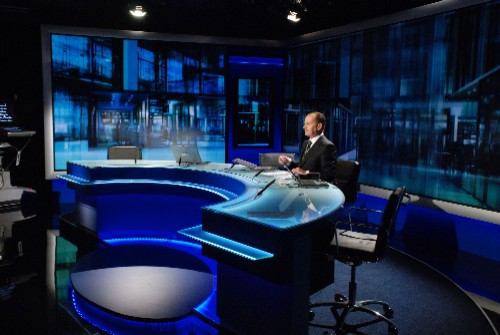
Studio telewizyjnych wiadomości RTÉ

- RTÉ One – uruchomiona w 1961 roku pod nazwą Telefís Éireann
- RTÉ Two – w latach 1988–2004 pod nazwą Network 2[1]
- RTÉ News
- RTÉ JR
  - RTÉ KIDS

### Serwisy internetowe
- RTE.ie – strona internetowa i serwis informacyjny nadawcy
- RTÉ Player – serwis internetowy dostępny na terenie Republiki Irlandii i Irlandii Północnej z wyjątkiem serwisów informacyjnych i programów publicystycznych dostępnych także za granicą.

### Pozostałe produkty
- RTÉ Aertel – telewizyjny serwis teletekstowy
- RTÉ Guide – magazyn telewizyjny

## Grupy artystyczne
- RTÉ National Symphony Orchestra – Narodowa Orkiestra Symfoniczna
- RTÉ Concert Orchestra – orkiestra koncertowa
- RTÉ Philharmonic Choir – chór filharmoniczny
- RTÉ Cór na nÓg – chór dziecięcy
- RTÉ Vanbrugh Quartet – kwartet smyczkowy (znany także jako RTÉ String Quartet)